# Nebreda
Nebreda est une commune d'Espagne dans la communauté autonome de Castille-et-León, province de Burgos. Elle s'étend sur 28,43 km2 et comptait environ 55 habitants en 2024.

## Évolution démographique
| 1900 | 1920 | 1940 | 1960 | 1981 | 1991 | 1996 | 2000 | 2005 | 2010 | 2014 | 2018 | 2024 |
| ---- | ---- | ---- | ---- | ---- | ---- | ---- | ---- | ---- | ---- | ---- | ---- | ---- |
| 464  | 338  | 359  | 330  | 149  | 85   | 113  | 107  | 93   | 81   | 71   | 65   | 55   |

Alors qu'il y avait encore environ 400 personnes vivant à Nebreda au milieu du XXe siècle, la population n'a cessé de diminuer depuis.

## Géographie
Nebreda est située à 12 km de Lerma , 18 km de Santo Domingo de Silos , 23 km de Covarrubias et 50 km de Burgos.

## Dans la culture
En 1909 a été publiée une nouvelle de l'écrivain espagnol Azorín dont l'action se déroule à Nebreda.